# Larry Joe Campbell
Larry Joseph Campbell (Cadillac, 29 de novembro de 1970) é um ator americano mais conhecido por seu papel como "Andy" na série da ABC, According to Jim.

## Biografia
Nascido em Cadillac, Michigan, Campbell recebeu um celibatário de Artes Aplicadas de teatro na Central Michigan University e Master of Arts em teatro na Wayne State University.
Seu primeiro grande papel de estrela de TV perfil dos hóspedes, provavelmente, foi "o" fã de Fevereiro de 2000 episódio de Friends. No ano seguinte, ele foi lançado como "Andy" According to Jim. Ele também apareceu em filmes como Penetras Bons de Bico, Showtime, como "policial vestiário # 2", e em anúncios publicitários, como comerciais de cachorro quente Ballpark como "Frank", e um PSA para o V-chip, pela ABC, como Jim's "Andy". Em 2007, ele apareceu em dois episódios de My Name Is Earl como Ron, guarda de uma prisão de segurança.
Campbell realizada comédia de improvisação com a segunda cidade de Detroit, e foi lá onde ele foi descoberto quando Bob Saget realizada com o grupo e ficou impressionado o suficiente por Campbell para deixar seu gerente sabe sobre ele. Campbell também dabbles em dramaturgia, ele é um membro da trupe de comédia a 313, e ele atuou em um jogo de um só homem, ele escreveu, Terry contra a Dama de toalha na Planet Ant em Hamtramck, Michigan.
Campbell é casado com a professora Peggy Campbell, e juntos eles tiveram cinco filhos: Gaby e Nate, e os gêmeos Madelyne Kay e Maxwell Elliot. O nascimento dos gêmeos foi apresentado em um TLC's Baby Story. Seu quinto filho, a filha Lydia, nasceu no final de 2007.
Como de tarde, Campbell teve uma pequena participação em Weeds Showtime].